# Woodland, Minnesota
Woodland är en ort i Hennepin County i Minnesota. Vid 2010 års folkräkning hade Woodland 437 invånare.